# Robert Pessenlehner
Robert Pessenlehner (* 16. Mai 1899 in Alland, Niederösterreich; † 27. Oktober 1985 in Bad Hersfeld) war ein österreichisch-deutscher Dirigent und Musikhistoriker.
Robert Pessenlehner entstammt einer Lehrerfamilie. Er besuchte zunächst das Sängerknabenkonvikt des Stiftes Heiligenkreuz, dann das Kaiser Franz Josef-Gymnasium in Baden bei Wien und legte dort 1917 das Abitur ab. 1917–18 war er als Leutnant der Tiroler Kaiserjäger im Krieg. Dann studierte er am Mozarteum in Salzburg und wurde 1920 nach der Abschlussprüfung Kapellmeister an der dortigen Mozarteumsoper. 1921 erhielt er die Stelle eines musikalischen Assistenten beim Landgrafen Alexander Friedrich von Hessen. Daneben studierte er ab 1922 an der Johann Wolfgang Goethe-Universität Frankfurt am Main, wo er 1932 mit einer von Moritz Bauer betreuten Dissertation über Herrmann Hirschbach promoviert wurde.
In Frankfurt war Pessenlehner für Musik und Musikpflege beim Bund für Volksbildung tätig und behielt diese Tätigkeit, als der „Bund“ 1933 in Nationalsozialistische Organisationen überführt wurde, noch bis zum Kriegsausbruch im Jahre 1939 bei. Er beantragte am 28. Mai 1937 die Aufnahme in die NSDAP und wurde rückwirkend zum 1. Mai desselben Jahres aufgenommen (Mitgliedsnummer 5.901.060). Pessenlehner veröffentlichte das Buch Vom Wesen der Deutschen Musik und gehörte von 1938 bis 1945 dem Beirat der Frankfurter Musikhochschule an.
In diesem Buch nannte er vorrangig die Vielstimmigkeit, die Formgestaltung und die Verwendung der Synkope als Wesensmerkmale der deutschen Musik und vertrat die Auffassung: „Die höchste Formvollendung in den Werken aller Zeiten und Epochen findet sich nur in den Werken der Deutschen Tonkunst“. Er, der von einem Hochschullehrer jüdischer Abstammung gefördert wurde und über Hirschbach promoviert hatte, sah nun – im Anschluss an Richard Wagner – im „Fehlen eines eigenen künstlerischen Vermögens“ ein „Charakteristikum der jüdischen Rasse“. Deshalb habe es „noch keinen jüdischen Tonsetzer gegeben, der Eigenes, im besten Sinne Originales zu sagen gehabt hätte“.
Nach dem Krieg lebte er zunächst in Heinsen bei Lüneburg. In der Heidestadt bewirkte er im Sommer 1945 die Gründung des Symphonie-Orchesters, bei dessen Konzerten er bis 1953 als Dirigent mitwirkte. 1953 beauftragte Landgraf Philipp von Hessen Pessenlehner auf Schloss Fasanerie mit der Ordnung seiner Buch- und Archivbestände. Daneben leitete dieser ab 1954 verschiedene Chöre und war ab 1958 Stadtarchivar in Fulda und Schriftleiter der Fuldaer Geschichtsblätter (bis 1974).

## Schriften
- Herrmann Hirschbach, der Kritiker und Künstler. Ein Beitrag zur Geschichte des Schumannkreises und der musikalischen Kritik in der ersten Hälfte des XIX. Jahrhunderts. Bosse, Regenburg 1932.
- Vom Wesen der Deutschen Musik. Bosse, Regensburg 1937.